# Chaletstijl

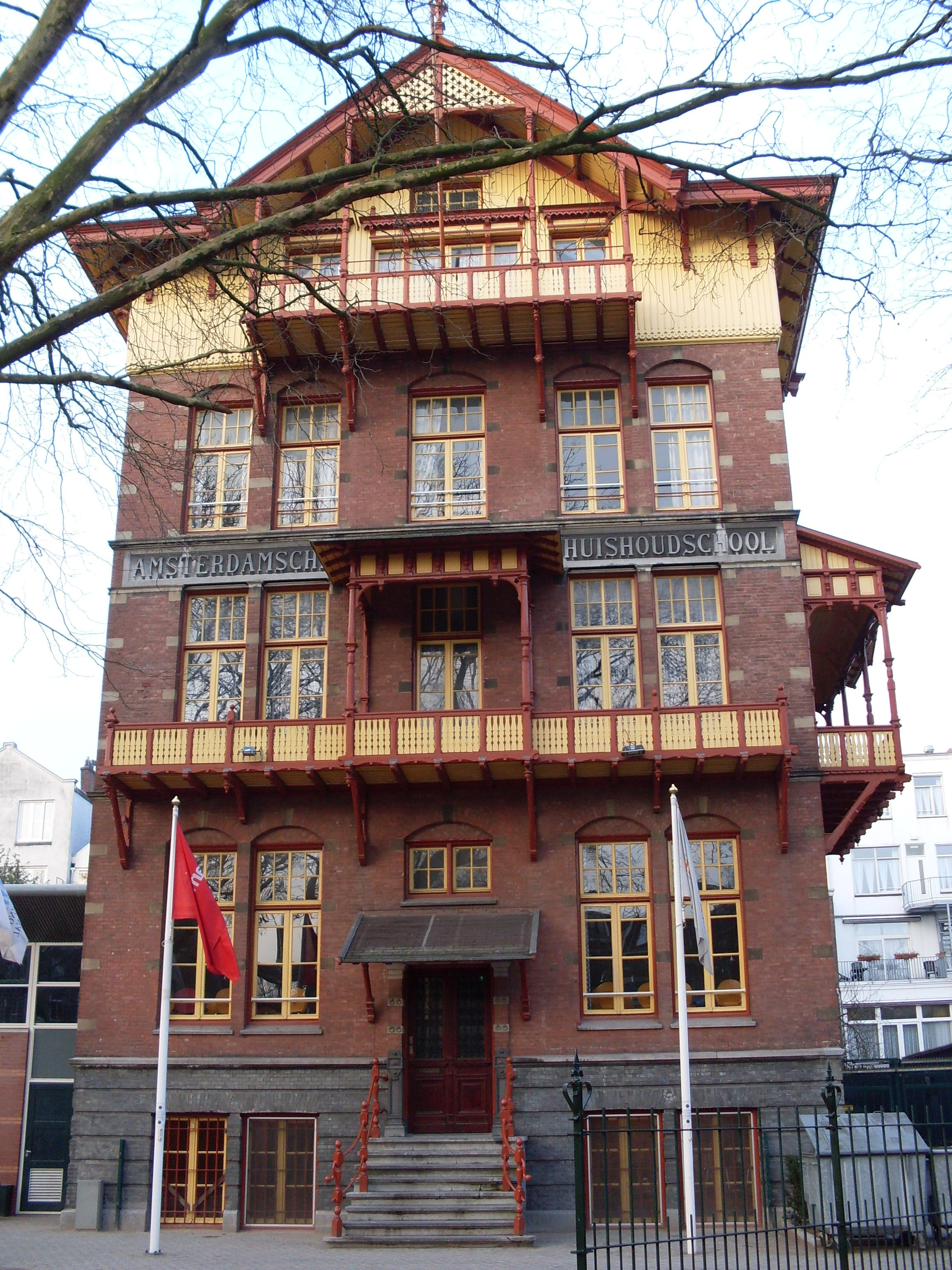
Amsterdamse Huishoudschool aan het Vondelpark

De chaletstijl is een romantiserende bouwstijl die, vooral in het laatste deel van de 19e eeuw en het begin van de 20e eeuw (dus ruwweg rond 1900), onder meer in Duitsland, Nederland, Noorwegen en IJsland, werd toegepast bij villa's, boerderijen en openbare gebouwen.
De romantische gevoelens die in die tijd leefden voor het chalet, de traditionele bouwvorm van boerderijen in de berggebieden van Zwitserland, Savoye en Tirol, kwamen voort uit het feit dat veel rijkere mensen in de 19e eeuw naar Zwitserland trokken als toeristische bestemming en daar geconfronteerd werden met wat zij zagen als "onbedorven bergvolkeren".
Hoewel deze stijl gebaseerd is op het chalet, was de interpretatie van de bouwkundige kenmerken hiervan dermate vrij, dat een gebouw in chaletstijl soms niet erg aan een chalet doet denken. Wel komen er bepaalde elementen in voor zoals overstekende daken, uitbundig met snijwerk versierde windveren en sierspanten met ajourwerk. In tegenstelling tot een chalet, dat altijd van hout was gebouwd, zijn de meeste in chaletstijl uitgevoerde gebouwen in baksteen gebouwd, maar dan wel voorzien van houten ornamenten. De combinatie met andere stijlen, bijvoorbeeld neorenaissance die je vaak terugvindt in de gebouwen, kwalificeert veel van deze bouwwerken eigenlijk als eclectische (een combinatie van verschillende bouwstijlen) gebouwen met chalet-kenmerken.
Maar soms men ging ook wel verder, door imitatie-vakwerkbouw toe te passen en door het aanbrengen van galerijen. Sommige villa's in chaletstijl werden zelf volgens 'oorspronkelijk recept' geheel uit hout opgetrokken en kregen daardoor een meer 'authentieke' uitstraling. Voorbeelden hiervan zijn te vinden aan de Kennemerstraatweg in Heiloo en aan de Van Merlenlaan in Heemstede.

## Afbeeldingen

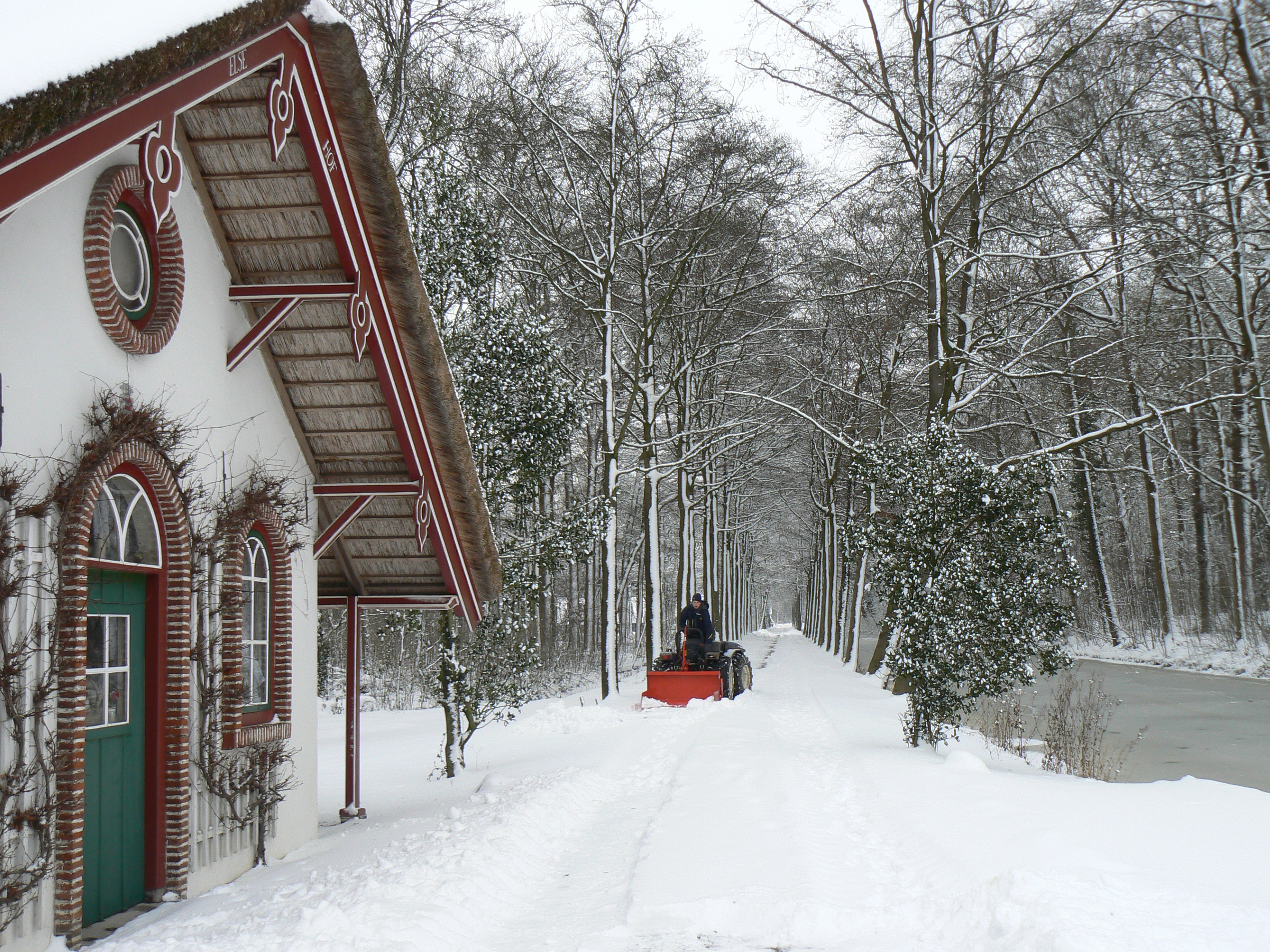
Elsehof in Linschoten
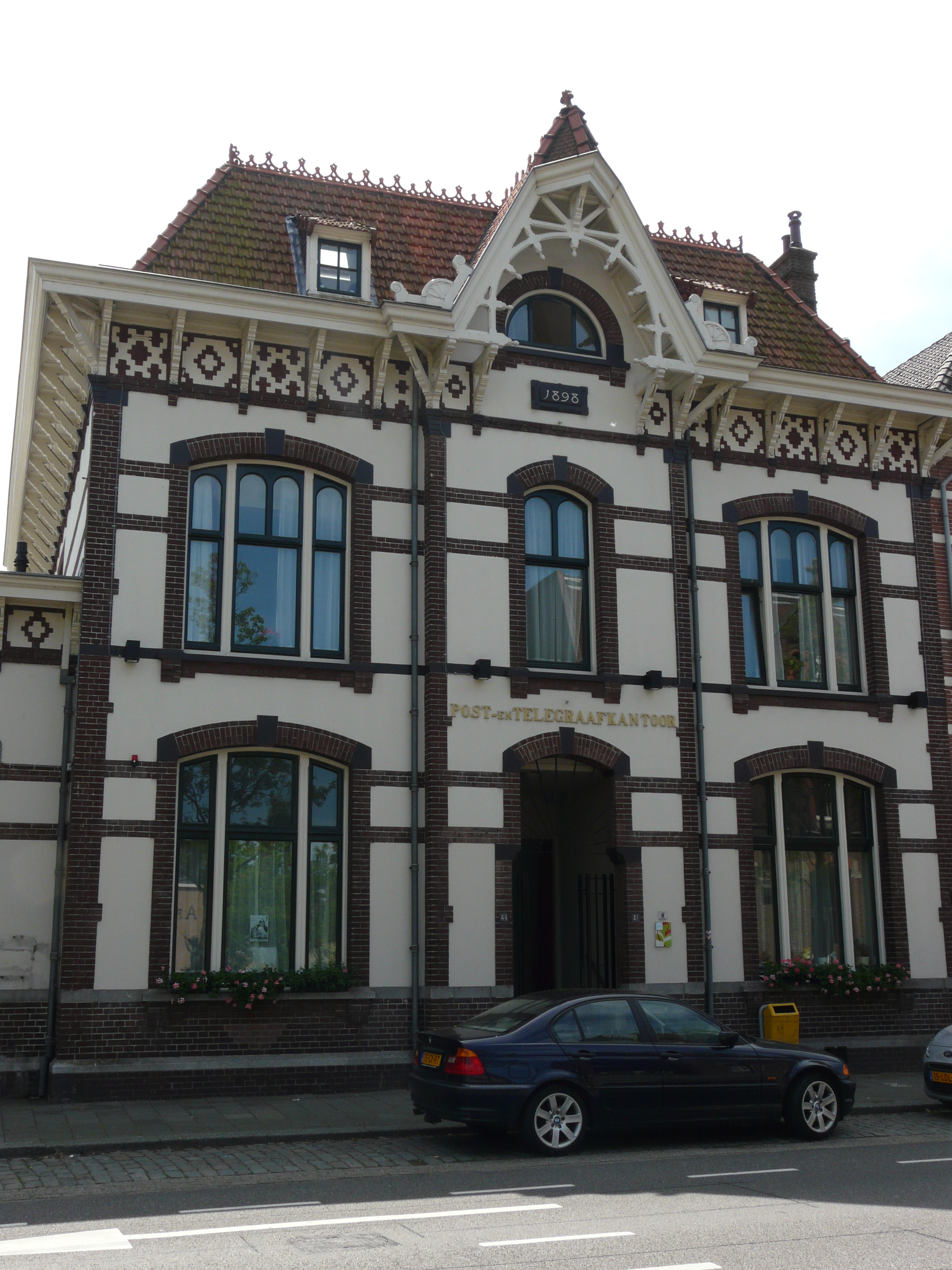
Voormalig Post- en telegraafkantoor in Oudenbosch
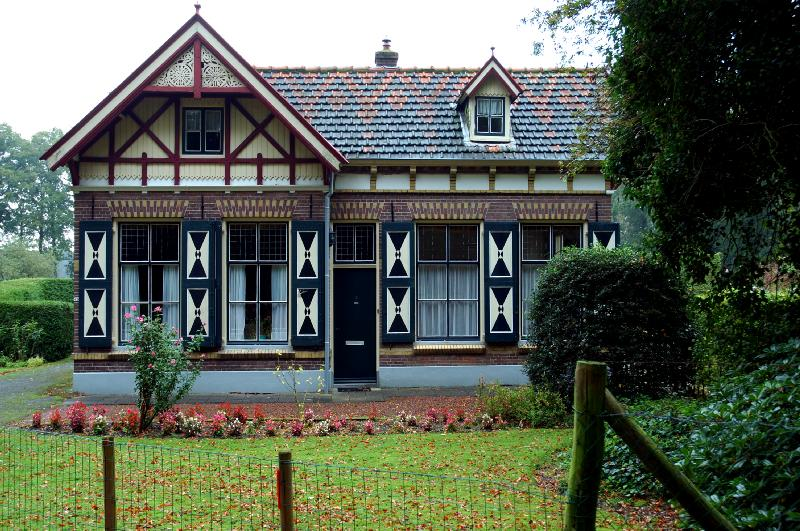
Tuinmanswoning, Prattenburg in Rhenen
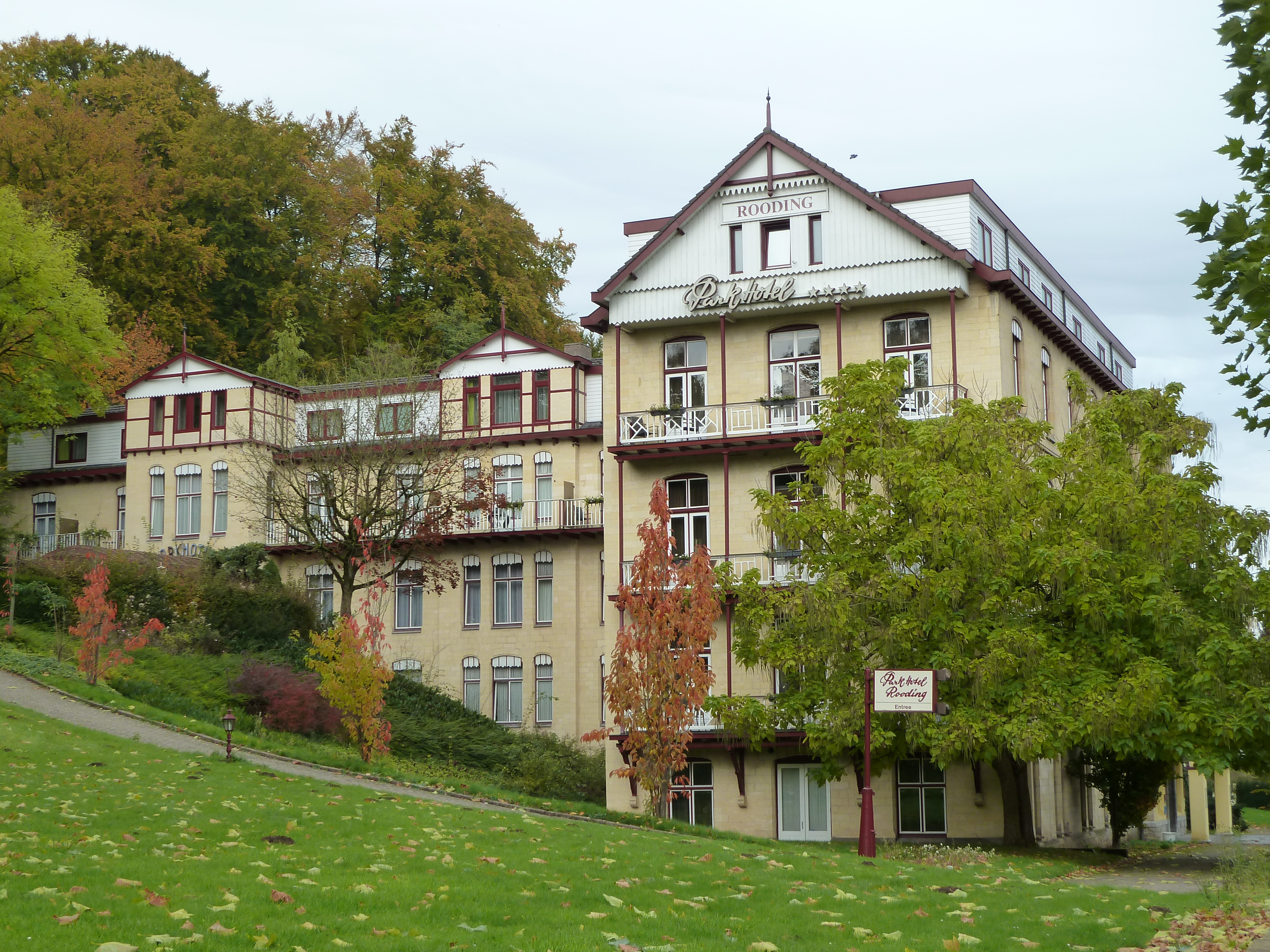
Huis ter Geul in Valkenburg (Neerhem)
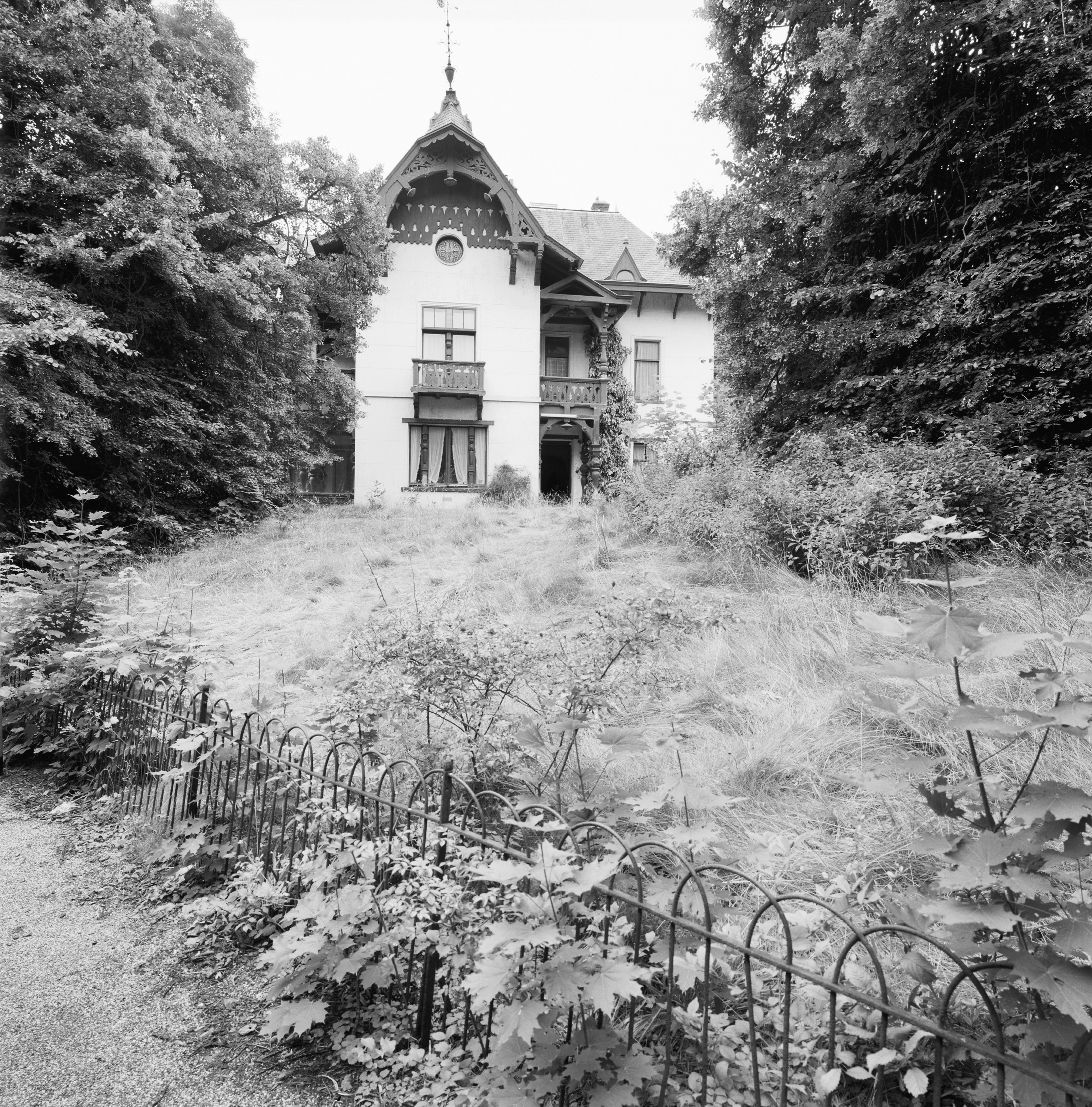
Exterieur Villa Duin-Ouwe, Bloemendaal
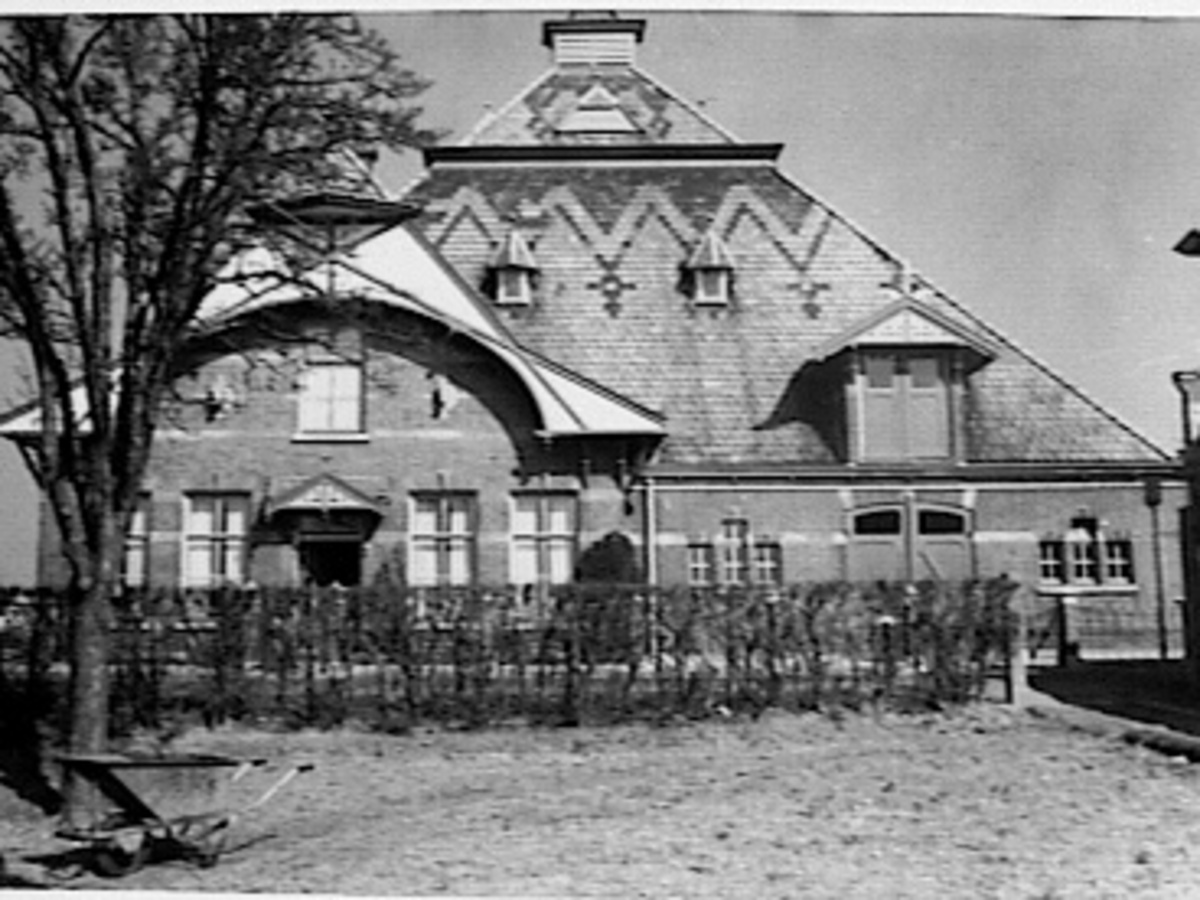
Snouck van Loosenboerderij in Enkhuizen (1894-2000)
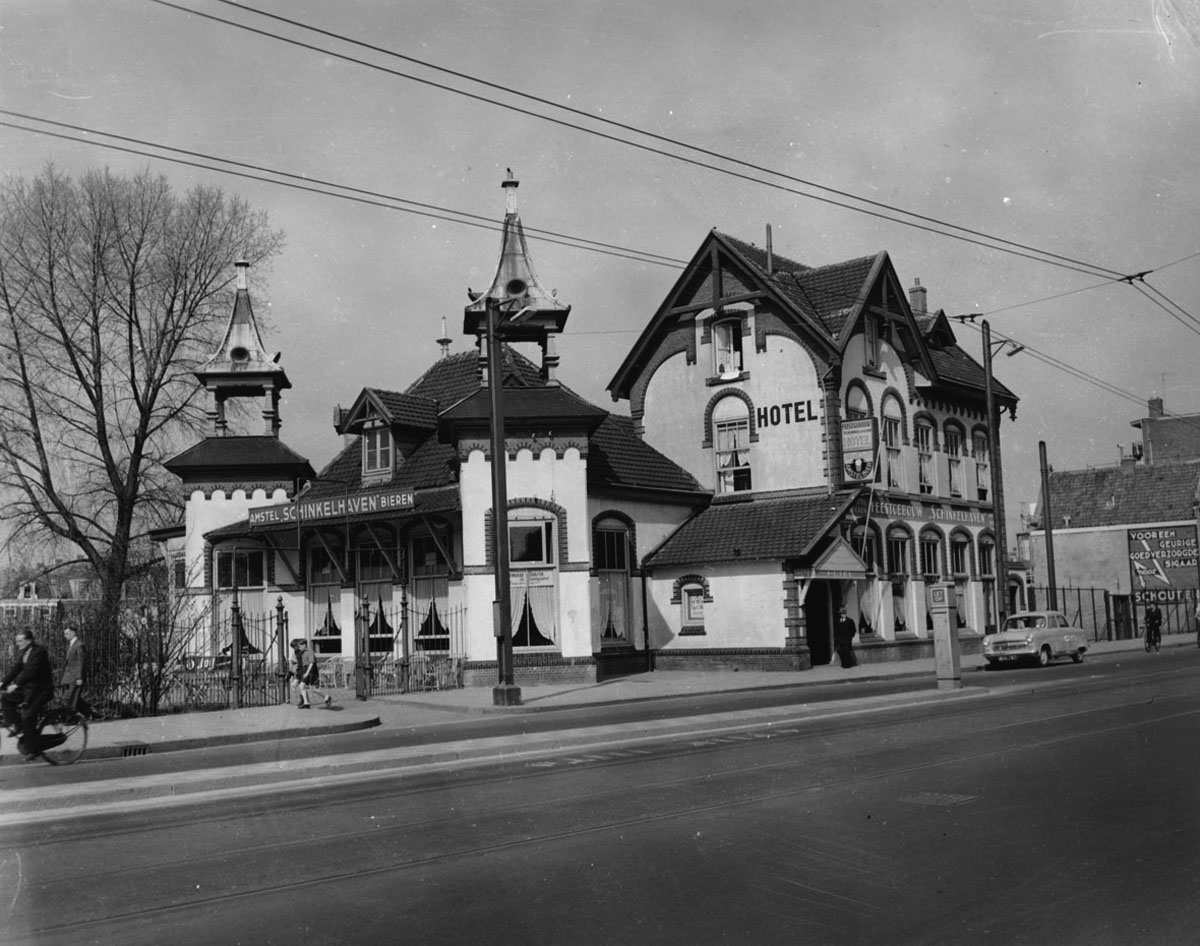
Hotel en feestgebouw Schinkelhaven in Amsterdam (1888-1954)